# Carlos Doncel Ordóñez
Carlos Doncel Ordóñez (Cabrera de Mar, 4 de desembre de 1996) és un futbolista professional català que juga com a migcampista per l'AD Ceuta FC.
Doncel va acabar la seva formació amb el CF Damm. El 2 de juliol de 2015, va fitxar pel Lleida Esportiu, de Segona Divisió B, essent inicialment assignat a l'equip reserva a Primera Catalana.
El 21 d'agost de 2017, Doncel va signar pel RCD Espanyol B de Tercera Divisió. El 2 de juliol de 2019, va marxar a un altre equip filial, el Real Valladolid Promesas de la tercera divisió després d'acordar un contracte de tres anys.
El 22 d'agost de 2020, Doncel va ser cedit a la SD Ponferradina de Segona divisió per la temporada 2020–21. Va fer el seu debut professional el 12 de setembre, començant com a titular i marcant l'únic gol del seu equip únic en una derrota per 1–2 a casa contra el CE Castelló pel campionat de segona divisió.
El 7 d'agost de 2021, Doncel es va desvincultar del Valladolid, i va signar un contracte de dos anys amb el Deportivo de La Coruña de Primera Divisió tot just sis dies més tard.